# LVG B.I
Le LVG B.I est un avion militaire allemand datant du début de la Première Guerre mondiale.

## Historique

### Conception
C'est en 1911 que les dirigeants de LVG commencèrent à travailler sur un biplan d'envergure inégale. L'avion en question devait pouvoir permettre à former les futurs aviateurs allemands et austro-hongrois. Il fut nommé B.I.
Les ingénieurs allemands s'inspirèrent des biplans de la société Farman que LVG avait construits depuis 1909. Il vola pour la première fois en 1912.
La société LVG décida d'en dériver deux sous-versions désignés B.II et B.III. Elles étaient respectivement destinées à la reconnaissance non armée pour la première et à l'entraînement de base pour la seconde.
Le B.II disposait pour cela d'un champ de vision accru par l'ouverture partielle du plan supérieur de voilure. 
Sur le B.III c'est le train d'atterrissage qui avait été renforcé.
Une partie de l'usinage des B.II et B.III fut réalisé par la société Otto-Werke GmbH.

### Utilisation opérationnelle
Le LVG B.I et ses versions dérivées ne connurent qu'un seul utilisateur la Luftstreitkräfte.
Les premiers avions de série entrèrent en service en 1914 et furent rapidement les principaux avions d'entraînement en service en Allemagne. Ils furent utilisés pour des missions de reconnaissance désarmés entre le début de la Première Guerre mondiale et la fin de l'année 1915. Après cela tous les avions encore en état de vol furent relégués à des missions d'entraînement de base jusqu'en 1917.

## Aspects techniques

### Description
Le LVG B.I et ses dérivés se présentent sous la forme de biplans monomoteurs construit en bois entoilé. Ils sont propulsés par un moteur à six cylindres en ligne Daimler-Mercedes D.I. Le pilote et le copilote (ou l'élève dans le cas des avions d'entraînement prenaient place dans un cockpit biplace à ciel ouvert.
La voilure est du type biplan à envergure inégale, ce qui signifie que l'envergure du plan supérieur est légèrement supérieur à celle du plan inférieur. Toutefois il convient de ne pas confondre cela avec un sesquiplan. Cet avion n'est pas armé.
Il dispose d'un train d'atterrissage classique fixe et d'un empennage de petite taille de forme triangulaire.

### Versions
- LVG B.I, version de base destinée initialement à la reconnaissance diurne.
  - LVG B.II, sous-version destinée initialement à la reconnaissance diurne.
  - LVG B.III, sous-version destinée initialement à l'entraînement de base.

## Préservation
Un LVG B.II est préservé dans un musée aéronautique polonais.

## Sources & références

### Sources bibliographiques
- Michel Marmin, Encyclopédie "Toute l'aviation", Éditions Atlas, 1993.
- Bill Gunston et Claude Dovaz (adapt. française), L'Aviation de combat, Paris, Gründ, 1985, 79 p. (ISBN 978-2-7000-6409-4, OCLC 461977010).
- Véronique Camp, L'aventure des premiers avions de combat, Paris, Hachette collections, 2006, 287 p. (ISBN 2-01-330475-7).
- Serge Pacaud, L'aviation durant la Grande Guerre 1914-1918 : illustrée par les cartes postales et les journaux de l'époque, Pruniers, CPE-éditions, 2013, 191 p. (ISBN 978-2-36572-240-7).